# Avebury
Avebury (/ˈeɪvbri/) là một di chỉ cự thạch thời kỳ đồ đá mới bao gồm ba vòng tròn đá nằm ở gần làng Avebury, Wiltshire, miền tây nam nước Anh. Đây là một trong những địa điểm thời tiền sử nổi tiếng nhất ở Anh, khi là nơi có vòng tròn đá lớn nhất châu Âu. Avebury cũng là một nơi thu hút rất đông khách du lịch và là một địa điểm có tầm quan trọng trong Pagan giáo đương đại.
Lịch sử của Avebury ước tính khoảng năm 2600 TCN, tức là vào thời kỳ đồ đá hoặc đồ đá mới. Tượng đài bao gồm một số lượng lớn các phiến đá lớn có kích cỡ khác nhau, với một vòng tròn đá lớn kết quanh ngôi làng, bên trong vòng tròn đó là hai vòng tròn đá riêng biệt nhỏ hơn ở trung tâm của di chỉ. Mục đích ban đầu của các vòng tròn đá là chưa được xác định, nhưng các nhà khảo cổ học tin rằng, nó có thể là được sử dụng nhiều nhất đối với một số nghi lễ tôn giáo. Di tích cự thạch Avebury là một phần của cảnh quan thời tiền sử lớn hơn có chứa một số di tích cổ gần đó, bao gồm cả khu mộ đá West Kennet Long và gò đất thời tiền sử Silbury Hill.
Trong thời kỳ đồ sắt, khu vực này đã bị bỏ rơi, với một số bằng chứng về hoạt động của con người trong thời gian Anh thuộc La Mã. Đầu thời Trung cổ, một ngôi làng đầu tiên được xây dựng quanh, sau đó mở rộng ra khu vực của di chỉ. Trong thời kỳ cuối Trung cổ và Cận đại, người dân địa phương đã phá hủy rất nhiều các phiến đá của di chỉ vì cả lý do tôn giáo lẫn thực tiễn. Những người sưu tầm đồ cổ là John Aubrey và William Stukeley là những người đầu tiên nghiên cứu khảo cổ ở Avebury trong thế kỷ 17, và đã có nhiều bức vẽ cũng như các bản ghi chép những nghiên cứu của họ về di tích trước khi nó bị phá hủy. Trong thế kỷ 20, Alexander Keiller là người tiếp tục nghiên cứu và đã có những dự án nhằm phục hồi lại Avebury.
Ngày nay, tượng đài này được quản lý bởi tổ chức National Trust, một tổ chức bất vụ lợi có nhiệm vụ bảo vệ di sản. Ngoài ra, nó cũng là một di tích được liệt kê, một phần của Di sản thế giới được UNESCO công nhận vào năm 1986 với tên gọi Stonehenge, Avebury và các di chỉ liên quan.

## Vị trí và môi trường

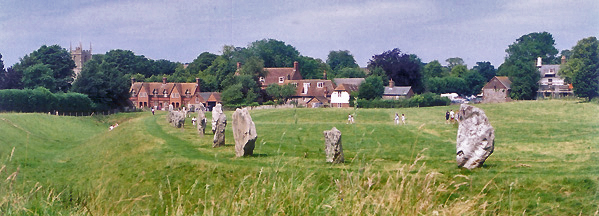
Avebury Henge và làng mạc

Tại Lưới tọa độ SU10266996, Avebury nằm cách các thị trấn hiện đại của Marlborough và Calne khoảng 6 và 7 dặm (10 và 11 km). Avebury nằm trong một khu vực của vùng đất đá trong thung lũng Thượng Kennet tạo thành lưu vực cho sông Kennet và hỗ trợ suối địa phương và dòng nước theo mùa. Công trình này nằm cao hơn so với cảnh quan địa phương một chút, tọa lạc trên một sườn núi thấp 160 m (520 ft) trên mực nước biển; về phía đông là Marlborough Downs, một khu vực đồi thấp. Địa điểm này nằm ở trung tâm của một nhóm các di tích thời đồ đá mới và thời kỳ đồ đồng đầu tiên và được ghi nhận là Di sản thế giới trong một danh sách cùng với các di tích tại Stonehenge, 17 dặm (27 km) về phía nam, năm 1986. Hiện tại nó được liệt kê như một phần của  các địa điểm Di sản thế giới Stonehenge, Avebury và các địa điểm liên kết . Các di tích được bảo tồn như một phần của cảnh quan thời đại đồ đá mới và thời đại đồ đồng mối quan hệ của người tiền sử với phong cảnh.
Định tuổi bằng cacbon-14 và phân tích phấn hoa trong đất bị chôn vùi đã chỉ ra rằng môi trường của vùng đất thấp nước Anh đã thay đổi khoảng 4250-4000 năm TCN. Sự thay đổi môi trường đồng cỏ từ đất ẩm, đất nặng và rừng rậm rộng lớn chủ yếu do nông dân mang lại, có lẽ thông qua việc sử dụng các kỹ thuật phát hoang làm nương rẫy. Các yếu tố môi trường cũng có thể đã đóng góp. Phấn hoa được bảo quản kém trong các loại đất phấn được tìm thấy xung quanh Avebury, vì vậy bằng chứng tốt nhất cho tình trạng môi trường địa phương bất cứ lúc nào trong quá khứ xuất phát từ nghiên cứu về sự lắng đọng của vỏ ốc sên. Các loài ốc khác nhau sống trong môi trường sống cụ thể, vì vậy sự hiện diện của một loài nhất định cho biết khu vực đó như thế nào tại một thời điểm cụ thể. Bằng chứng sẵn có cho thấy ở thời kỳ đồ đá mới, Avebury và những ngọn đồi xung quanh được bao phủ trong rừng cây sồi dày đặc, và khi thời kỳ đồ đá mới phát triển, vùng rừng quanh Avebury và các di tích gần đó đã rút đi và được thay thế bằng đồng cỏ.